# Аманова, Ранохон Маликовна
Ранохон (Рано) Маликовна Аманова (Омонова) (узб. Раъно Аманова; род. 8 марта 1994 года, Андижан) — узбекистанская пловчиха, неоднократная чемпионка Узбекистана, участница Олимпийских игр. Мастер спорта международного класса.

## Карьера
Выпускница Республиканского колледжа олимпийского резерва, также учится в Андижанском государственном университете. Представляла клуб «Ешлик» (Андижан), ныне представляет ташкентскую РШВСМ, тренируется у Сергея Заболотнова.
Неоднократно побеждала на чемпионатах Узбекистана, в том числе в 2007 году в возрасте 13 лет стала четырёхкратной чемпионкой страны среди взрослых (200, 400, 1500 м вольным стилем, 200 м на спине). Была победителем и призёром соревнований национального уровня, в том числе спортивных соревнований «Умид нихоллари» (2006, Карши), игр «Баркамол авлод» (2011, Термез), республиканской Универсиады (2013, Бухара).
В 2011 и 2012 годах на Открытом чемпионате России по плаванию на дистанции 400 м комплексным плаванием завоевала серебро, а в 2014 и 2015 годах на этом же турнире и этой же дистанции становилась бронзовым призёром.
В 2012 году участвовала в летних Олимпийских играх в Лондоне, заняла 25-е место в заплыве на 200 м комплексным плаванием. Также неоднократно принимала участие в крупных международных турнирах (чемпионаты мира, чемпионаты Азии, Летние Азиатские игры, Всемирная Универсиада), но медалей не завоёвывала.
В 2015—2016 годах прошла олимпийский отбор и получила лицензии на участие в XXXI летних Олимпийских играх на дистанциях 200 и 400 м комплексным плаванием.
Ранохон Амановой принадлежат более 10 национальных рекордов Узбекистана на различных дистанциях в комплексном плавании, вольном стиле и плавании на спине.